# Hongolua
Hongolua é um género de gastrópode  da família Zonitidae.
Este género contém as seguintes espécies:
- Hongolua kondorum